# Chrysopodes inornatus
Chrysopodes inornatus är en insektsart som först beskrevs av Banks 1910.  Chrysopodes inornatus ingår i släktet Chrysopodes och familjen guldögonsländor. Inga underarter finns listade i Catalogue of Life.